# Паломбара (Терамо)
Паломбара (итал. Palombara) је насеље у Италији у округу Терамо, региону Абруцо.
Према процени из 2011. у насељу је живело 37 становника. Насеље се налази на надморској висини од 626 м.